# Jean Berko Gleason

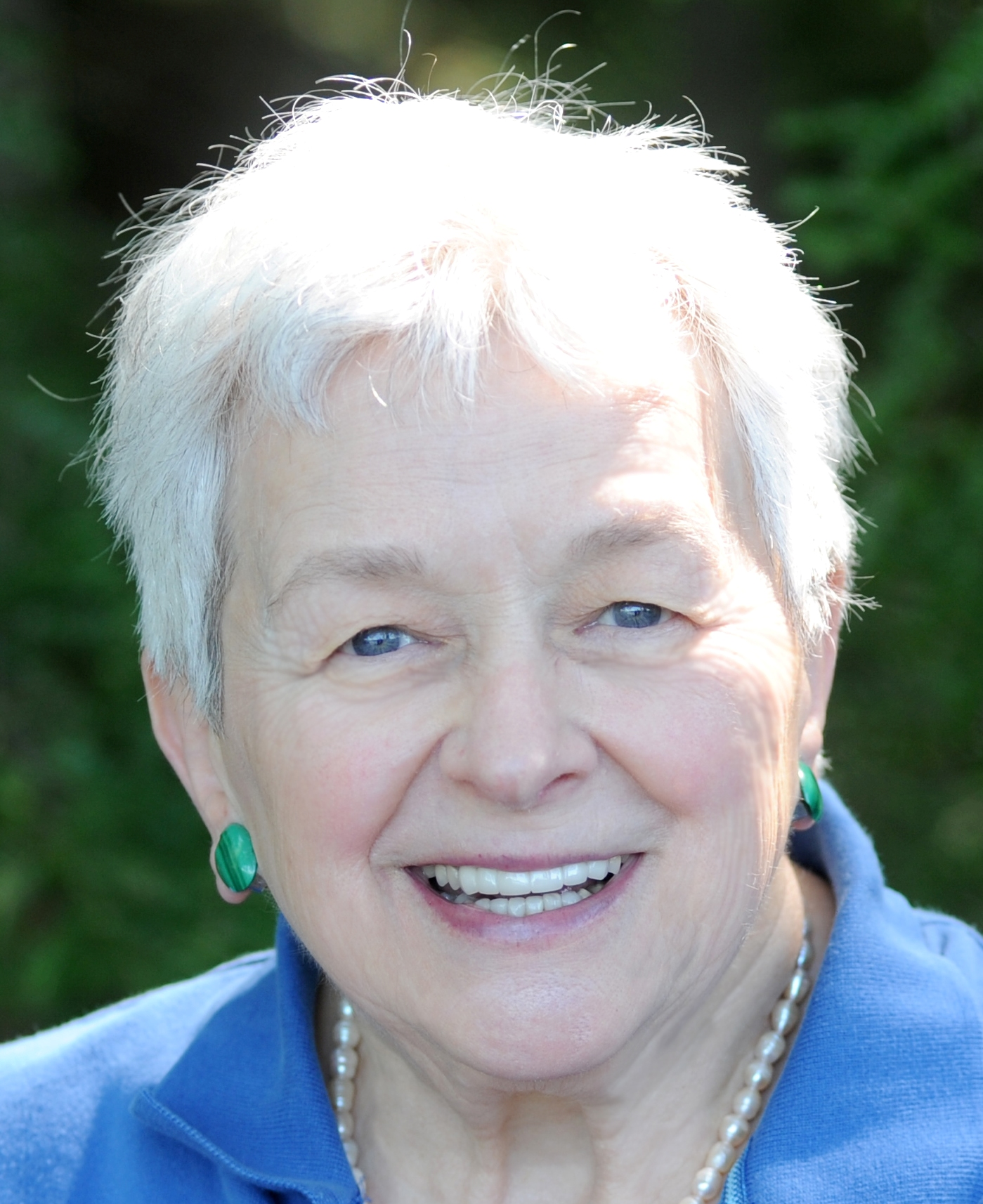
Jean Berko-Gleason

Jean Berko-Gleason (geb. Jean Berko am 19. Dezember 1931 in Cleveland) ist eine US-amerikanische Psychologin. Bekannt wurde sie durch ihre Forschung zur Psycholinguistik und zum Spracherwerb. Ihr Wug Test von 1958 wird bis heute genutzt. Joan Berko ist emeritierte Professorin an der Boston University.

## Leben und Werk
Berkos Eltern waren ungarische Immigranten. Ihr Bruder war sprachbehindert. Jean Berko erwarb die Hochschulreife 1949 an der Cleveland Heights High School. Den Bachelor of Arts in Geschichte und Literatur erhielt sie am Radcliffe College, den Master in Linguistik und den Ph.D. in Linguistik und Psychologie an der Harvard University. 1958 bis 1959 war sie Postdoc Fellow am MIT. Einer ihrer Dozenten war Roger Brown. Im Januar 1959 heiratete sie den Harvard-Mathematiker Andrew Gleason, mit dem sie drei Kinder hatte. Die weitere Karriere führte sie an die Boston University. Von dort nahm sie Gastprofessuren an der Harvard University, Stanford University und an der Ungarische Akademie der Wissenschaften wahr. Sie ist Fellow der American Association for the Advancement of Science und der American Psychological Association.
Neben ihrer Spezialforschung zu Aphasie, zur Sprachentwicklung und zu den Sinti in Ungarn, gab sie zwei vielbenutzte Textbooks heraus: The Development of Language (1985) und Psycholinguistics (1993).

### Wug Test

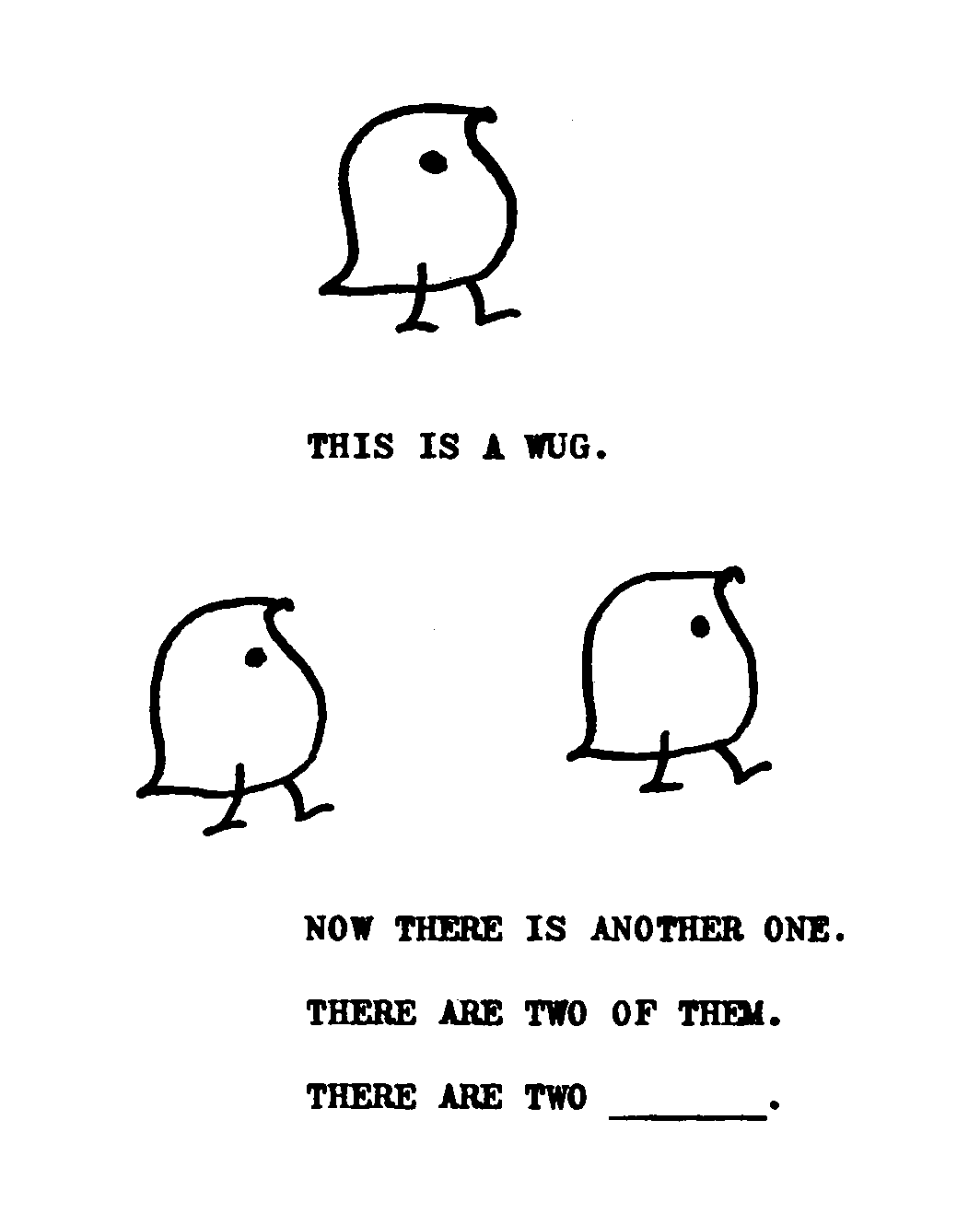
Gleasons handgemalte Figuren des original Wug Test

Die Produktivität und Kreativität von Kindern bestätigte Jean Berko 1958 gegen die dominante behavioristische Theorie mit ihrem Wug Test. Dabei brachte sie (englischsprachigen) Kindern Kunstwörter für erfundene Gegenstände und Tiere bei. Berko zeigte, wie Kinder Wörter behandeln, die sie noch nie gehört haben. Sie zeigte den Kindern z. B. ein Bild eines vogelähnlichen Fantasietiers. Dann benutzte sie das Kunstwort „Wug“ für dieses Tier und bat die Kinder, folgenden Satz zu vervollständigen: This is a wug. Now there is another one. There are two of them. There are two … Deutsch: „Das ist ein Wug. Hier ist noch einer. Also gibt es zwei davon. Es gibt also zwei…“ Meistens bildeten die Kinder die Mehrzahlform wugs. Daraus leitete Jean Berko ab, dass Kinder eigenständig und regelgeleitet neue Formen bilden können. Solche Experimente wurden mit ähnlichen Ergebnissen in vielen Sprachen wiederholt.

### Eltern-Kind-Interaktion
In Fathers and Other Strangers: Men's Speech to Young Children (Väter und andere Fremde: Wie Männer mit kleinen Kindern sprechen) von 1975 zeigte Berko Unterschiede in der Sprache von Müttern und Vätern:
- Mütter benutzen weniger komplexe Sprachkonstruktionen als Väter.
- Mütter erzeugen längere und komplexere Konstruktionen im Gespräch mit dem ältesten Kind als mit den jüngeren Kindern.
- Väter nutzen signifikant mehr Befehle als Mütter, verbunden mit Drohungen und Namensansprache.
- Die Vatersprache bleibt stärker in den traditionellen Rollen stecken.

### Routinen beim Sprechen
Ihre Forschung erstreckte sich ebenso auf den kindlichen Erwerb sprachlicher Routinen wie Begrüßung, Verabschiedung, Danksagung oder Entschuldigung, begleitet auch von nichtsprachlichen Routinen.
Die Studie The Acquisition of Routines in Child Language (Der Routineerwerb in der Kindersprache) bei 115 Kindern von zwei bis 16 Jahren analysierte die Einübung von Routinen wie des Halloween-Spruches trick or treat. Einbezogen waren die Eltern, deren Hauptinteresse im korrekten Vollzug der Routine lag, ohne dass die Kinder verstehen müssten, was Einzelnes wie Bye-bye bedeutet. Dabei zeigten die Kinder wenig spontane Anwendung gelehrter Routinen, am wenigsten bei „Danke schön“. Doch die Eltern legen großen Wert auf diese Routinen und setzen vor allem den Dank durch. Bei Entschuldigungen zeigte sich, dass Kinder erst spät den Einsatz explizit erlernen, dann aber statt des einfachen "I'm sorry" zu ausgefeilteren Formeln kamen. Hier spielte das Vorbild der Eltern eine große Rolle.

## Schriften
- The Development of Language (1985, 9. Aufl. 2016) ISBN 978-0-13-416114-3
- Psycholinguistics (1993) ISBN 978-0155041066
- (PDF) Romāni child-directed speech and children's language among Gypsies in Hungary. Abgerufen am 22. August 2021 (englisch).

## Einzelbelege
1. ↑  Jill G. De Villiers, Peter A. De Villiers: Language Acquisition. Harvard University Press, 1978, ISBN 978-0-674-50931-3 (google.de [abgerufen am 22. August 2021]).
2. ↑  Annette Karmiloff-Smith, Kyra Karmiloff: Pathways to Language: From Fetus to Adolescent. Harvard University Press, 2009, ISBN 978-0-674-03932-2 (google.de [abgerufen am 22. August 2021]).
3. ↑  Alessandra Galmonte, Rossana Actis-Grosso: Different Psychological Perspectives on Cognitive Processes: Current Research Trends in Alps-Adria Region. Cambridge Scholars Publishing, 2015, ISBN 978-1-4438-7567-7 (google.com [abgerufen am 23. August 2021]).
4. ↑  Jean Berko Gleason | Psychological & Brain Sciences. Abgerufen am 22. August 2021.
5. ↑  Spracherwerbstheorien & Spracherwerbsforschung. In: Sprache Spiel Natur. 16. September 2019, abgerufen am 22. August 2021 (deutsch).
6. ↑  Danielle Matthews: Pragmatic Development in First Language Acquisition. John Benjamins Publishing Company, 2014, ISBN 978-90-272-7044-3 (google.com [abgerufen am 23. August 2021]).
7. ↑  Jean Berko Gleason, Sandra Weintraub: The acquisition of routines in child language. In: Language in Society. Band 5, Nr. 2, August 1976, ISSN 0047-4045, S. 129–136, doi:10.1017/S0047404500006977 (cambridge.org [abgerufen am 23. August 2021]).
8. ↑  Esther Blank Greif, Jean Berko Gleason: Hi, thanks, and goodbye: More routine information. In: Language in Society. Band 9, Nr. 2, August 1980, ISSN 0047-4045, S. 159–166, doi:10.1017/S0047404500008034 (cambridge.org [abgerufen am 23. August 2021]).
9. ↑  Richard Ely, Jean Berko Gleason: I'm sorry I said that : apologies in young children's discourse. In: Journal of Child Language. Band 33, Nr. 3, August 2006, ISSN 0305-0009, S. 599–620, doi:10.1017/S0305000906007446 (cambridge.org [abgerufen am 23. August 2021]).

| Personendaten    | Personendaten                |
| ---------------- | ---------------------------- |
| NAME             | Berko Gleason, Jean          |
| ALTERNATIVNAMEN  | Berko, Jean (Geburtsname)    |
| KURZBESCHREIBUNG | US-amerikanische Psychologin |
| GEBURTSDATUM     | 19. Dezember 1931            |
| GEBURTSORT       | Cleveland                    |